# Gillertjärnen (Hackås socken, Jämtland)
Gillertjärnen är en sjö i Bergs kommun i Jämtland och ingår i Indalsälvens huvudavrinningsområde.